# Monte Ponteranica
Il monte Ponteranica (2.378 m s.l.m.) è situato sulle Alpi Orobie lungo lo spartiacque che divide l'alta val Brembana, in provincia di Bergamo, dalla Val Gerola, tributaria della Valtellina. 
È un monte la cui sommità si sviluppa su più vette; seguendo il crinale ad est si incontra il monte Valletto, mentre il lato ovest dà sul passo San Marco. 

## Accessi
Dalla provincia di Bergamo lo si raggiunge per la via più breve dai piani dell'Avaro, situati alla fine di una strada stretta ma asfaltata che da Cusio si dirige a nord-ovest. Dai piani dell'Avaro si prende a nord in direzione del monte Avaro e, in prossimità della costruzione in cemento contenente una presa dell'acqua, si imbocca il sentiero che sale a destra. Giunti nel vallone si risale fino a incrociare il sentiero 101. A questo punto si segue il sentiero 101 che costeggia il monte Triomen fino alla deviazione che, a sinistra, sale fino ai laghetti di Ponteranica. Dietro i laghi sale poi il sentiero che porta alla cima ovest del monte Ponteranica.
La vetta può essere raggiunta anche da Cà San Marco seguendo il sentiero 101 per lasciarlo poco più avanti e proseguire dritti per il passo del Verrobbio, raggiungibile in circa 50 minuti. Si prosegue lungo il sentiero in direzione del monte Colombarolo e quindi si continua in cresta fino alla cima est del Ponteranica.
Il nome del monte deriva da quello di un antico alpeggio situato nel territorio di Santa Brigida. L'alpeggio, denominato appunto “Ponteranica”, è esteso circa 150 ettari e con la potenzialità di un’ottantina di paghe. È dotato di una casera, due baite, uno stallone e alcuni barech ed è annualmente caricato con una sessantina di bovini.
Apparteneva dalla fine del Cinquecento al comune di Ponteranica, che lo aveva acquistato dalla comunità della Valle Averara per costituirvi un pascolo estivo da assegnare agli allevatori del paese che vi mandavano annualmente le loro mandrie. 
Per estensione il nome dell'alpeggio fu esteso anche all'area circostante: ecco quindi spiegata l’origine del nome dei due bei laghetti alpini e del monte Ponteranica, oggi teatro di interessanti itinerari escursionistici.
Ogni anno, alla fine di giugno, le famiglie di Ponteranica potevano affidare, pagando determinate quote, parte del loro bestiame (solitamente mucche e pecore) a incaricati del comune i quali provvedevano a portarlo ai monti, dove lo custodivano fino alla fine di agosto. Al termine della stagione veniva suddiviso tra i proprietari il valore del formaggio prodotto e della lana tosata, in ragione dei capi mandati in alpeggio.(Tarcisio Bottani "Santa Brigida e l'antica Valle Averara, Corponove, Bargamo 2013, p. 75 e segg.).

## Altri progetti

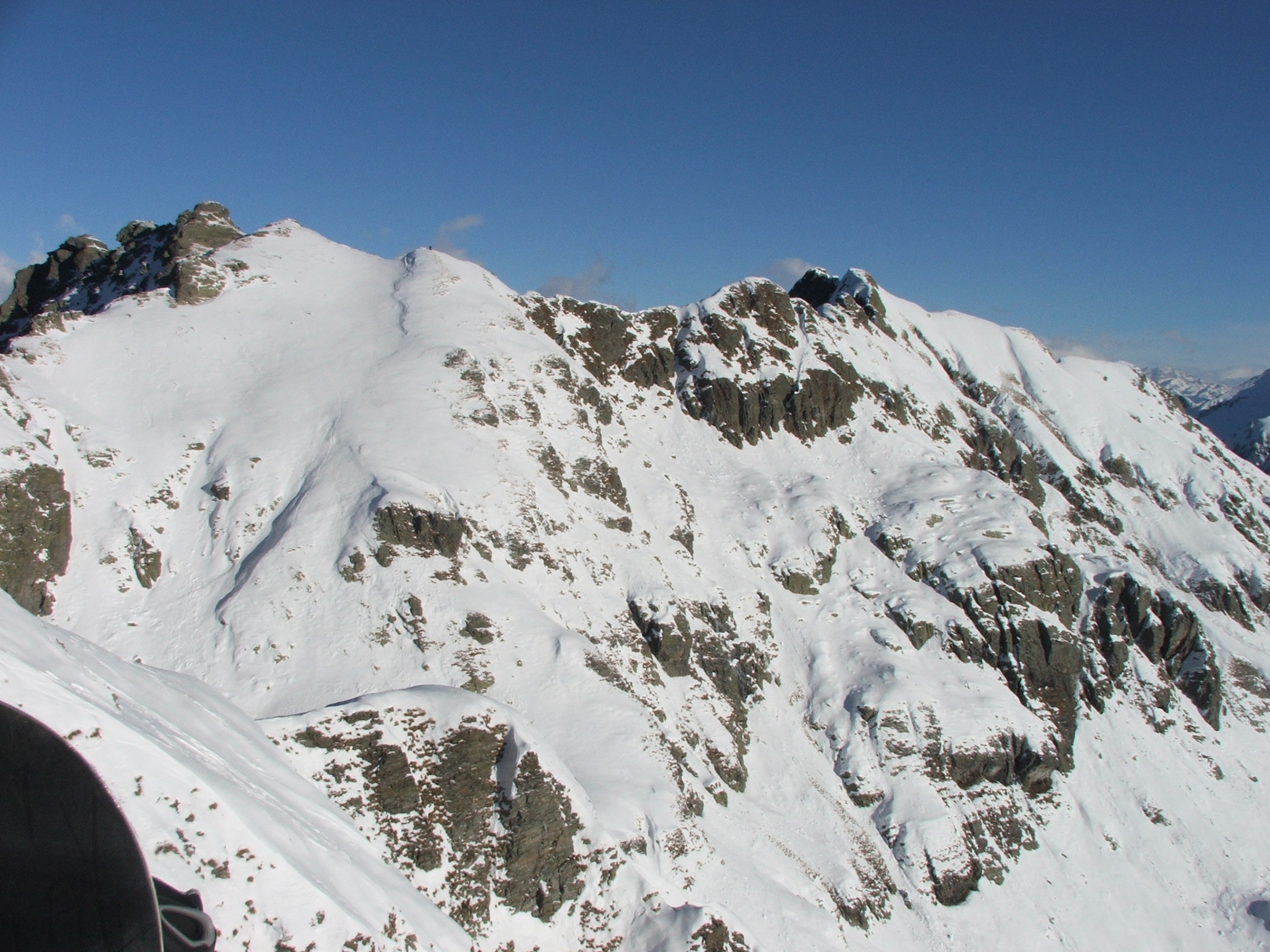
Il monte Ponteranica a inizio dicembre.

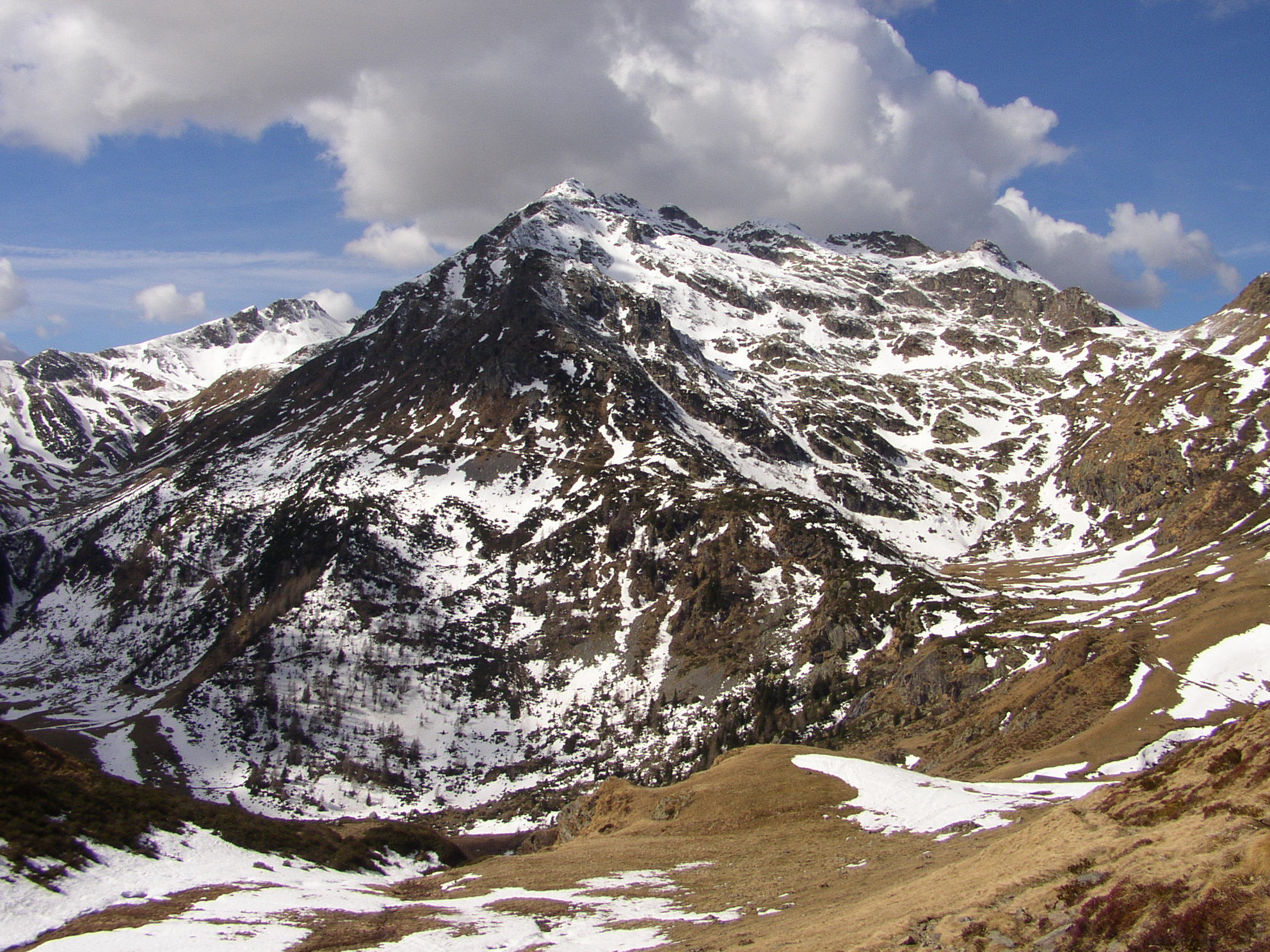
Il monte Ponteranica visto da Ca' San Marco.